# Cantonul Lyon-XIV
Cantonul Lyon-XIV este un canton din arondismentul Lyon, departamentul Rhône, regiunea Rhône-Alpes, Franța.